# 9921 Rubincam
9921 Rubincam este un asteroid din centura principală de asteroizi.

## Descriere
9921 Rubincam este un asteroid din centura principală de asteroizi. A fost descoperit pe 2 martie 1981 la Siding Spring de Schelte J. Bus. Asteroidul prezintă o orbită caracterizată de o semiaxă mare de 2,38 ua, o excentricitate de 0,06 și o înclinație de 2,4° în raport cu ecliptica.